# Hannó (ambaixador 255 aC)
Hannó fill d'Amílcar fou un dels tres ambaixadors enviats pels cartaginesos al cònsol romà Marc Atili Règul per demanar la pau després de la derrota cartaginesa a la batalla d'Adis.